# Oleg Protsenko
Oleg Protsenko (Unión Soviética, 11 de agosto de 1963) es un atleta soviético retirado especializado en la prueba de triple salto, en la que ha conseguido ser medallista de bronce europeo en 1986.

## Carrera deportiva
En el Campeonato Europeo de Atletismo de 1986 ganó la medalla de bronce en el triple salto, con un salto de 17.28 metros, tras el búlgaro Khristo Markov (oro con 17.66 m) y el también soviético Māris Bružiks (plata con 17.33 m).
Al año siguiente, en el Campeonato Mundial de Atletismo en Pista Cubierta de 1987 ganó la plata en la misma prueba, con un salto de 17.26 metros.